# Tokyo Girls' Style
Tokyo Girls' Style (東京女子流, Tōkyō Joshi Ryū) est un groupe féminin de J-pop, composé de quatre idoles japonaises et ayant commencé leur carrière en 2010 et se produit actuellement sous le label Avex Trax.
Il s'agit aussi du premier groupe féminin de Avex formé sept ans après, et a l'intention d'être actif dans toute l'Asie.

## Histoire
Avex a créé ce groupe en 2009 pour capitaliser sur la demande croissante d'idoles japonaises chez les groupes féminins, une tendance alimentée par le succès du groupe d'idoles féminin AKB48. Les membres du groupe ont dit plus tard qu'elles avaient déjà travaillé avec ce label auparavant, et auraient été invitées à auditionner pour le nouveau groupe. Le 1er décembre 2009, les médias japonais ont fait des rapports à propos de ce nouveau groupe, mais Avex a gardé secrètement l'identité des membres du groupe jusqu'en janvier 2010.
TOKYO GIRLS' STYLE est alors révélé le 1er janvier 2010 avec le lancement de son site officiel. De ce jour-ci au 5 janvier 2010, Avex a progressivement révélé plus d'informations sur les membres du groupe,.
Le 5 mai 2010, le groupe sort son premier single, Kirari ☆ et se positionne à la 30e place des classements de l'Oricon.
Leur second single Onnaji Kimochi, a été sorti deux semaines plus tard, le 19 mai et, leur premier album, Kodō no Himitsu, qui est une compilation de leurs premiers singles, est sorti le 4 mai 2011. Cet album a culminé à la 25e position dans les classements de l'Oricon.
Afin de s'introduire dans d'autres marchés asiatiques, les Tokyo Girls' Style ont réenregistré la chanson-titre de leur deuxième single, "Onnaji Kimochi, en chinois mandarin. Cette version chinoise de la chanson a été incluse dans l'album intitulé Xīntiào de mìmì (心跳 的 秘密), qui a été publié a Taïwan, le 4 mai 2011, et à Hong Kong une semaine plus tard. Les membres ont reconnu qu'elles étaient inquiètes du fait que leur chant ne serait pas bon parce que la prononciation chinoise est si difficile pour ces dernières.
Depuis, le groupe a publié plus d'albums dans ces deux endroits, ainsi que la révélation d'un site officiel en chinois.
En 2012, TGS donne son premier spectacle dans Singapour. Le groupe ensuite commenté qu'il a été surpris par le nombre de personnes qui se sont présentées rien que pour les voir.
Le 11e single du groupe ROAD TO BUDOKAN 2012: Bad Flower, sort le 17 octobre 2012, et devient leur premier single à se placer dans le Top 10 des classements de Oricon car il se positionne à la 4e place.
Plus tard, le groupe a donné son premier concert solo à Nippon Budokan le 22 décembre 2012, et devient le groupe féminins plus jeunes à chanter à cet endroit. Au cours de ce concert, l'âge des membres du groupe ont été révélés pour la première fois ; précédemment, seuls leurs anniversaires ont été révélés.
En 2013, le groupe réalise son troisième album Yakusoku.
En mars 2013, elles ont participé au J Series Festival en Thaïlande. En janvier 2014, le groupe d’idoles et le label internet Maltine Records lancent en collaboration un projet intitulé Maltine Girls Wave (マルチネガールズウェーブ). Chaque membre réalisent un CD différent avec d’autres artistes. Au cours du même mois, elles ont participé au Kawaii Pop Fes by @Jam à Taiwan en compagnie d’autres groupes d’idoles.
Elles ont donné des concerts avec les Up Up Girls (Kakko Kari) au printemps 2014. Les Tokyo Girls' Style ont joué dans le film Count 5 to Dream of You sorti en mars 2014. Les membres jouent également les rôles principaux dans le film d’horreur Gakko no Kaidan -Noroi no Kotodama- (学校の怪談 -呪いの言霊-) sorti en mai 2014. Elles interprètent la bande originale sur leur 16e single Jūjika ~Eiga "Gakkō no Kaidan -Noroi no Kotodama-" Ver.~.
Les membres participent au Kawaii Pop Fes à Hong Kong en juin 2014 aux côtés d’autres groupes d’idoles. Les membres sont les invitées d'honneur du J-Pop Summit Festival à San Francisco, aux États-Unis, en juillet 2014. Elles effectuent une collaboration avec Kirimi-chan en août 2014. À cette occasion, les filles ont porté des costumes (filet de saumon, pâte de poisson…) inspirés par le personnage de Sanrio☆.
Hitomi Arai apparaît dans le clip vidéo de Come on Honey! de tofubeats en août 2014. Elle a prêté sa voix à la chanson et elle a joué le rôle d'une chanteuse de karaoke.
Tokyo Girls’ Style se sont produites en live au Vietnam en septembre 2014 et en Thaïlande le mois suivant. Un de ses membres, Ayano Konishi donne son premier concert solo Konishi no Ongaku-sai (小西の音楽祭) en octobre 2014 au Akihabara Cultures Theater à Tokyo.
Le single Say Long Goodbye inclut la version anglaise de leur hit Himawari to Hoshikuzu.
Un des membres, Miyu Yamabe a écrit les paroles de la chanson Stay with Me qui sort en mars 2015.
Le premier album compilation du groupe 1st BEST ALBUM Kirari☆ est mis en vente à la même date.
En août 2015, Ayano Konishi annonce son blog avoir des soucis dans le dos qui lui causent des douleurs, et qu'elle est par conséquent actuellement en pause pour une durée indéterminée.

En décembre suivant, son départ est finalement annoncé, et ce en raison de ses problèmes de santé et son manque de motivation.
Le groupe sort son 5e album Reflection (ja) le 23 décembre, qui est le 1er du groupe réduit à quatre membres. Cet album marque un nouveau chapitre pour les Tokyo Girls’ Style. Les filles veulent désormais montrer qu’elles peuvent travailler en tant qu’artistes et pas seulement en tant qu’idoles.
Hitomi Arai et Yūmi Shida (du groupe Yumemiru Adolescence) ont formé le groupe Shida Summer Arai Summer (志田サマー新井サマー) en mai 2016. Le duo a été actif temporairement pendant la saison estivale dans le temps de 2 singles sortis en juillet et août 2016.

## Membres
| Prénom et Nom | Prénom et Nom en japonais | Date de Naissance | Âge | Remarques        |
| ------------- | ------------------------- | ----------------- | --- | ---------------- |
| Miyu Yamabe   | 山邊未夢 (Yamabe Miyu)    | 24 juin 1996      | 28  | Leader           |
| Yuri Nakae    | 中江友梨 (Nakae Yuri)     | 28 juin 1997      | 27  |                  |
| Mei Shōji     | 庄司芽生 (Shyoji Mei)     | 2 juillet 1997    | 27  |                  |
| Ayano Konishi | 小西彩乃 (Konishi Ayano)  | 15 décembre 1997  | 27  | Chanteuse "Lead" |
| Hitomi Arai   | 新井ひとみ (Arai Hitomi)  | 10 avril 1998     | 27  | Chanteuse "Lead" |

## Discographie

### Albums
1. 4 mai 2011 : Kodō no Himitsu (鼓動の秘密?)
2. 14 mars 2012 : Limited addiction
3. 30 janvier 2013 : Yakusoku (約束?)
4. 4 juin 2014 : Killing Me Softly (KILLING ME SOFTLY)
5. 23 décembre 2015 : Reflection (ja)

### Compilations
1. 5 mai 2015 : 1st Best Album Kirari (1st BEST ALBUM キラリ☆?)
2. 25 octobre 2017 : PERIOD. BEST ~Otona ni Narun Dakara~ (オトナニナルンダカラ?) (mini album)
3. 25 octobre 2017 : PERIOD. BEST ~Kimete Ii yo Watashi no Koto~ (きめていいよわたしのこと?) (mini album)

### Singles
1. 5 mai 2010 : Kirari (キラリ☆?)
2. 19 mai 2010 : Onnaji Kimochi (おんなじキモチ?)
3. 21 juillet 2010 : Ganbatte Itsudatte Shinjiteru (頑張って いつだって 信じてる?)
4. 6 octobre 2010 : Himawari to Hoshikuzu / Kitto Wasurenai... (ヒマワリと星屑/きっと 忘れない、、、?)
5. 9 février 2011 : Love like candy floss
6. 18 mai 2011 : Kodō no Himitsu / Sayonara, Arigatō. (鼓動の秘密/サヨナラ、ありがとう。?)
7. 24 août 2011 : Limited Addiction / We Will Win! -Kokoro no Baton po pon no po~n- (Limited Addiction / We Will Win! －ココロのバトンでポ・ポンのポ～ン☆－?)
8. 23 novembre 2011 : Liar / W.M.A.D.
9. 7 mars 2012 : Rock You! / Onnaji Kimochi -YMCK Remix- (Rock you! / おんなじキモチ-YMCK REMIX-?)
10. 23 mai 2012 : Tsuioku -Single Version- / Taisetsu na Kotoba (追憶 - Single Version - / 大切な言葉?)
11. 17 octobre 2012 : ROAD TO BUDOKAN 2012 ~Bad Flower~
12. 5 juin 2013 : Unmei / Wonderful Smile (運命 / ワンダフル スマイル?)
13. 25 septembre 2013 : Get The Star / Last Forever
14. 22 novembre 2013 : Road to Budokan 2013 ~Chiisana Kiseki~ (ROAD TO BUDOKAN 2013 ～ちいさな奇跡～?)
15. 12 février 2014 : Partition Love
16. 21 mai 2014 : Jūjika ~Eiga "Gakkō no Kaidan -Noroi no Kotodama-" Ver.~ (十字架 ～映画「学校の怪談-呪いの言霊-」Ver.～?)
17. 10 décembre 2014 : Say Long Goodbye / Himawari to Hoshikuzu -English Ver.- (Say long goodbye / ヒマワリと星屑 -English Ver.-?)
18. 11 mars 2015 - Stay with me
19. 24 juin 2015 - Never ever
20. 31 août 2016 : Shinkai (深海?)
21. 30 novembre 2016 : Millefeuille (ミルフィーユ?)
22. 1er mars 2017 : predawn / Don't give it up
23. 5 juillet 2017 : Water Lily ~Suiren~ (water lily ～睡蓮～?)
24. 28 février 2018 : Last Romance
25. 20 juin 2018 : kiss wa Agenai (kissはあげない?)

Singles numériques
1. 10 août 2011 - Boku no Tegami (僕の手紙?)
2. 1er août 2012 - LolitA☆Strawberry in summer